# Бикадоров Ісаак
Ісаак Бикадоров (19 травня 1882 — 20 вересня 1957) — російський військовий діяч, генерал-майор.

## Життєпис
Закінчив Новочеркаське козаче училище. Служив у російському 30-му Донському полку. Учасник Першої світової війни, командир сотні, помічник командира 30-го Донського полку, полковник.
Після Лютневої революції 1917 року — командир полку, делегат від своєї частини на Донський військовий округ.
Один з організаторів антибільшовицького повстання на Дону в лютому-березні 1918 року. У травні 1918 року призначений командувачем групи козачих військ у Ростовському округу.
В Донській армії генерала П. Краснова — командир 8-го Донського корпусу.
Навесні 1919 року усунутий з командних посад за неспроможність організувати відсіч наступаючим більшовицьким військам.
Виїхав до Югославії, згодом оселився у Франції. На еміграції брав активну участь у т. зв. «козацькому русі», але наприкінці 1920-х років відійшов від політичної діяльності.